# Ілько (князь Приморської Хорватії)
Ілько або Інослав (хорв. Iljko, Inoslav; *д/н — †878) — князь Приморської Хорватії у 876—878 роках.

## Життєпис
Походив з династії Домагоєвичів. Син князя Домагоя. Тривалий час в історіографії вважалося, що сина Домагоя звали Ільком, але з початку 2000-х років дослідники схиляються до думки, що це ім'я з'явилося через помилку перекладу латинського тексту «Хроніки Дандоло». Його справжнє ім'я на сьогодні невідоме.
Син Домагоя посів князівський престол у 876 році (після смерті батька). Панування нового князя було нетривалим, але зумів досягти мети попередника — визволив Приморську Хорватію від залежності Східно-Франкського королівства.
У 878 році його було повалено Здеславом (сином Трпимира I), що прибув з військами з Візантійської імперії. Ілько загинув, а новим князем став Здеслав.